# 劍形突吻魚
劍形突吻魚（学名：Varicorhinus ensifer）为輻鰭魚綱鯉形目鲤科的其中一種，分布於非洲Lucalla河流域，體長可達19.5公分，可做為食用魚。

## 扩展阅读
維基物種上的相關：劍形突吻魚